# Lab-i Hauz

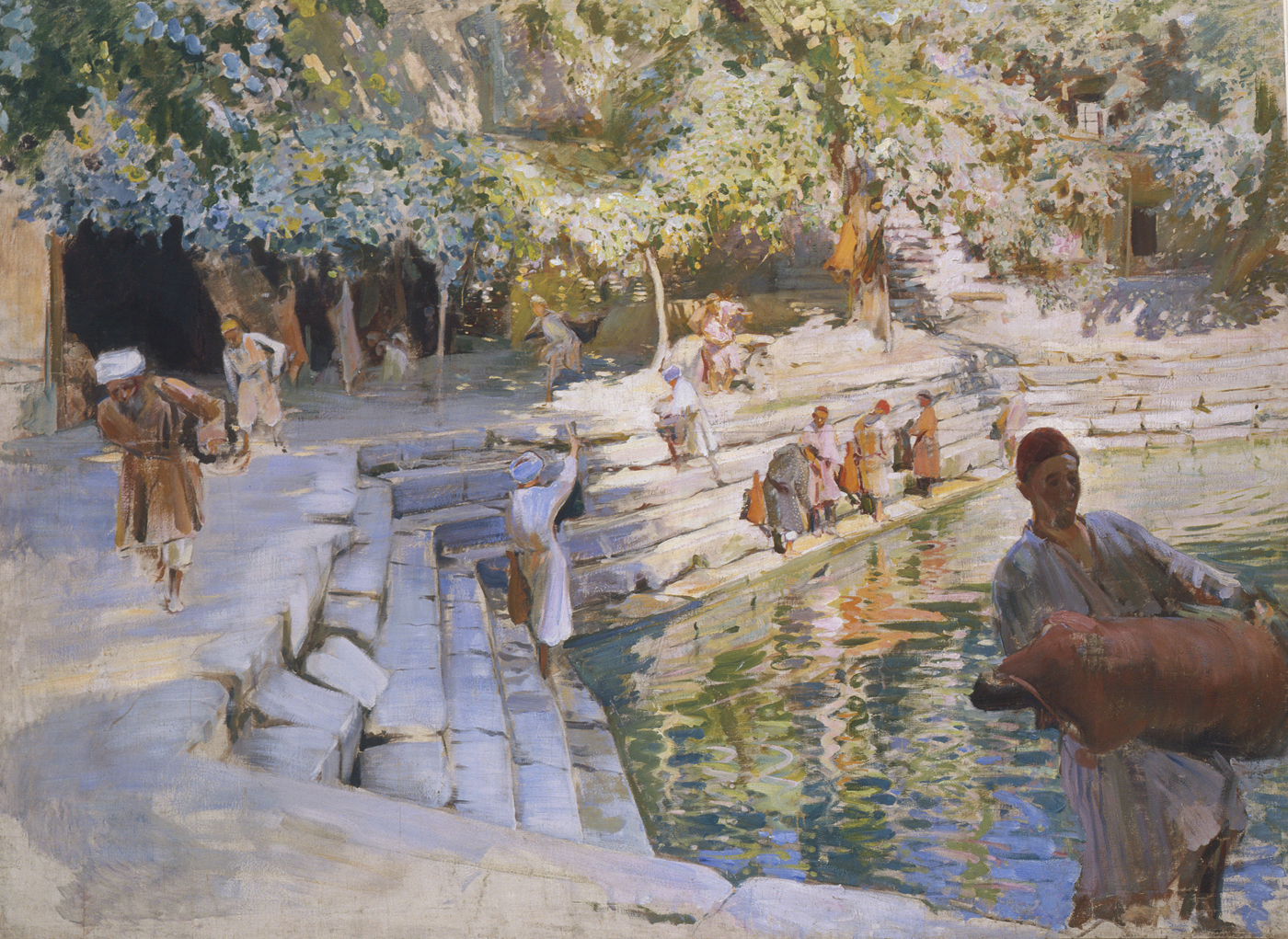
Hauz, 1929. Paweł Beńkow

Lab-i Hauz (uzb. Labi Hovuz, pers. لب حوض [læbi hawz], dosł. Nad Stawem) – zabytkowy kompleks budowli, skupiony wokół zbiornika wodnego, obejmujący: medresę Kukaltasz (uzb. Koʻkaldosh madrasasi), medresę Diwana Begiego (uzb. Nodir devonbegi madrasasi) i chanakę Diwana Begiego (uzb. Nodir devonbegi xonaqohi) zbudowany w XVI–XVII w. w centrum Buchary, Uzbekistan. W średniowieczu Lab-i Hauz był ruchliwym placem handlowym, przez który leżał Jedwabny Szlak. Dzisiaj jest to jedna z głównych atrakcji turystycznych miasta. 
Kompleks Lab-i Hauz jest częścią zabytkowej zabudowy Buchary, wpisanej w 1993 roku na listę światowego dziedzictwa UNESCO.

## Architektura

### Hauz Diwana Begiego
Hauz to sztuczny zbiornik wodny, charakterystyczny dla architektury Azji Środkowej. Hauz Diwana Begiego został zbudowany w 1620 roku jako zbiornik wody pitnej na miejskim placu Buchary. 

### Medresa Kukaltasz
Dwupiętrowa medresa Kukaltasz, zbudowana w latach 1568–1569 jest najstarszą budowlą całego kompleksu. Medresa została wzniesiona podczas panowania Abdullaha II. Fasadę medresy tradycyjnie zdobiono majoliką.  

### Medresa Diwana Begiego
Medresa została zbudowana w 1622 roku. Znajduje się ona we wschodniej części placu Lab-i Hauz. Portal ozdobiony jest dwoma obrazami mitycznego ptaka Simurg (występuje w mitologii irańskiej), wyłożonymi mozaiką. 

### Chanaka Diwana Begiego
Chanaka Diwana Begiego została zbudowana w latach 1619–1620. 

## Galeria

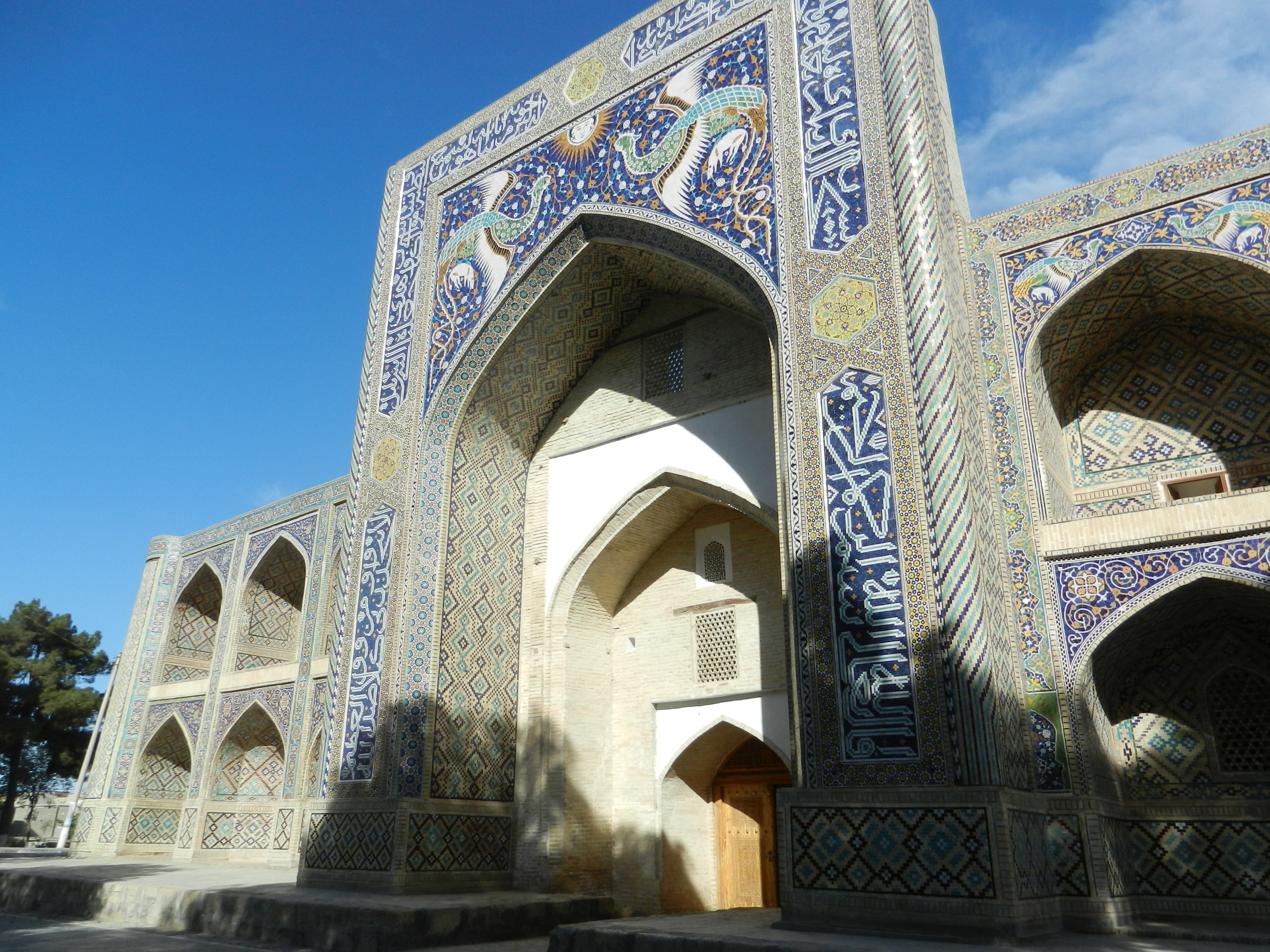
Medresa Diwana Begiego
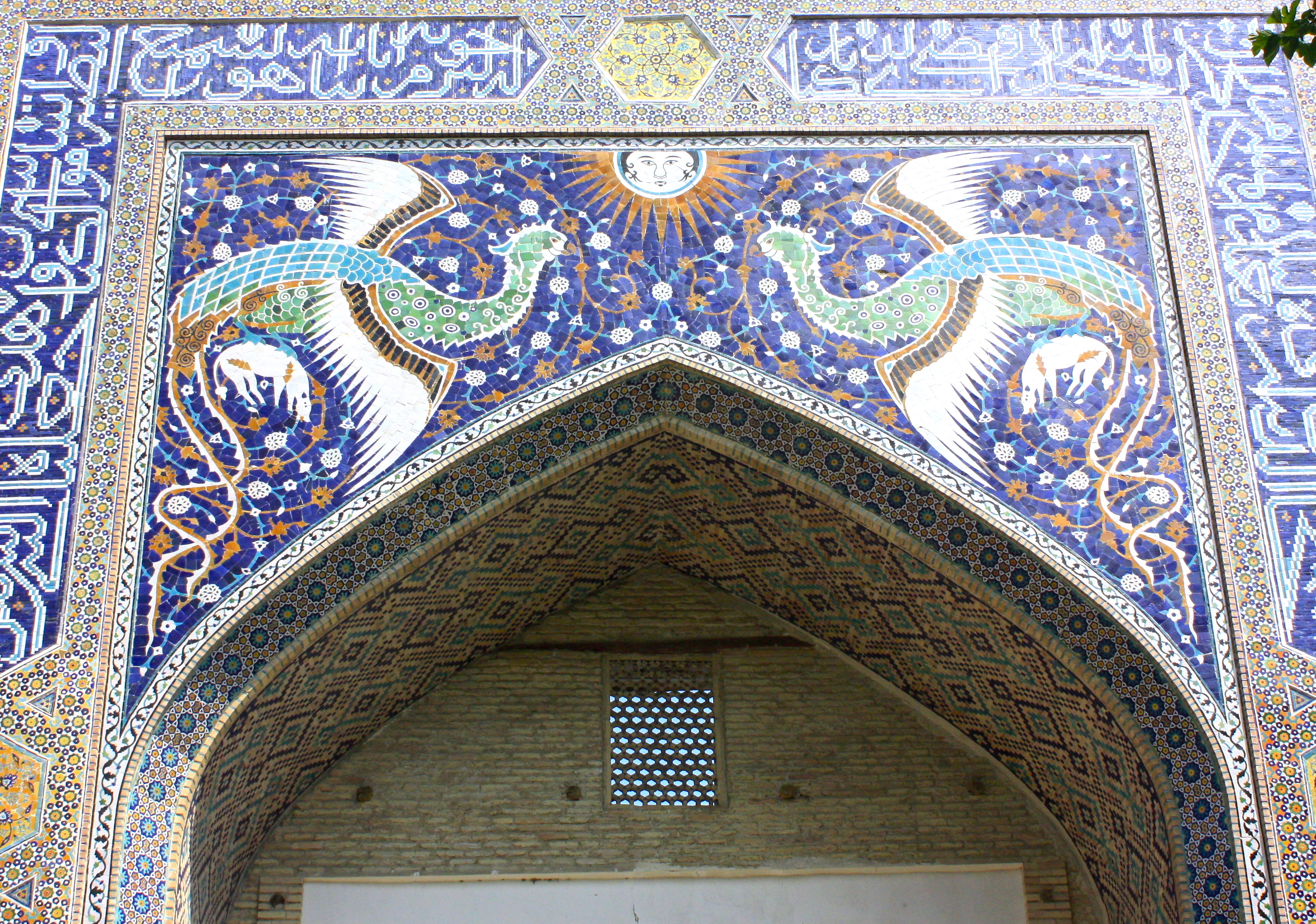
Medresa Diwana Begiego (portal)
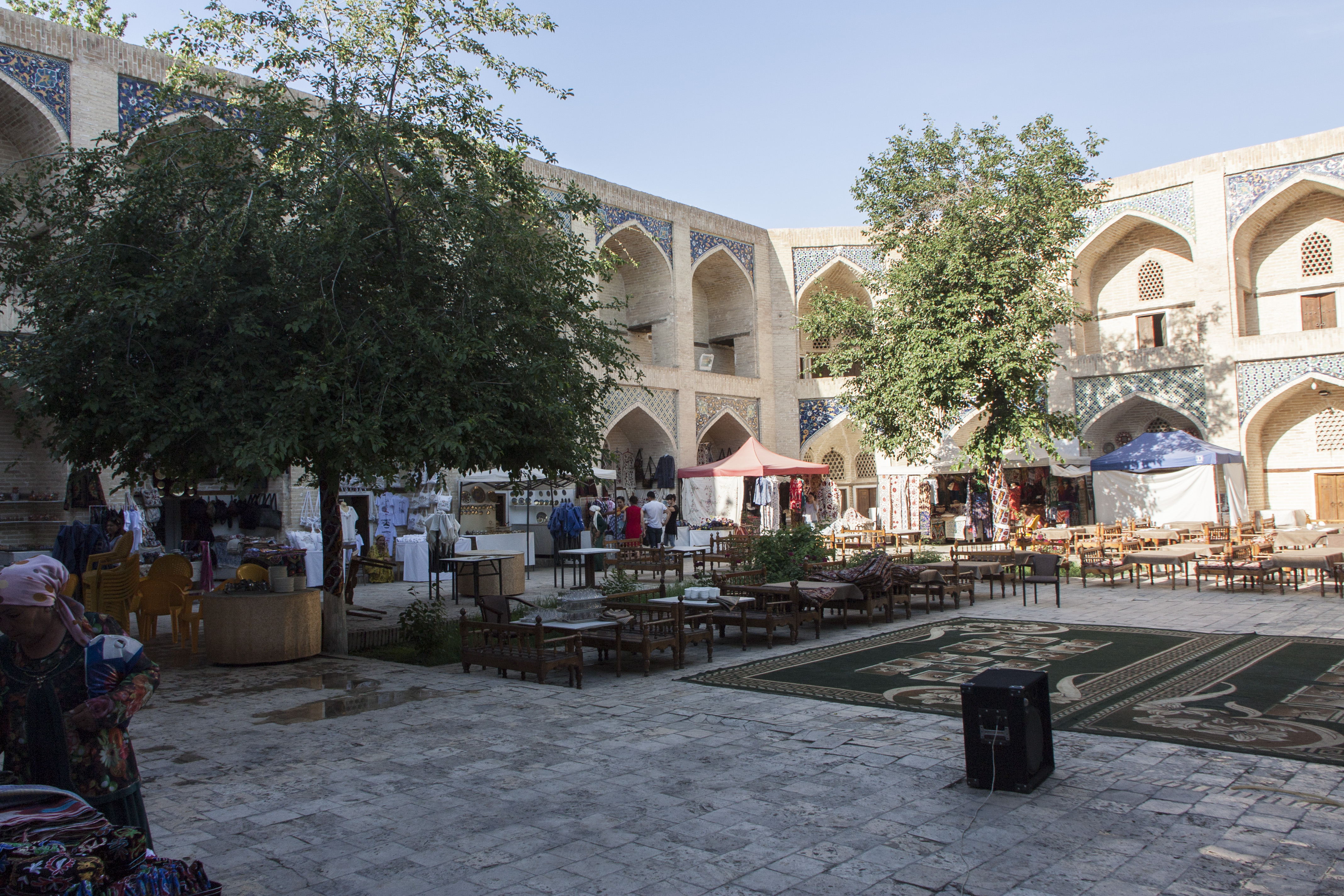
Medresa Diwana Begiego (dziedziniec wewnętrzny)
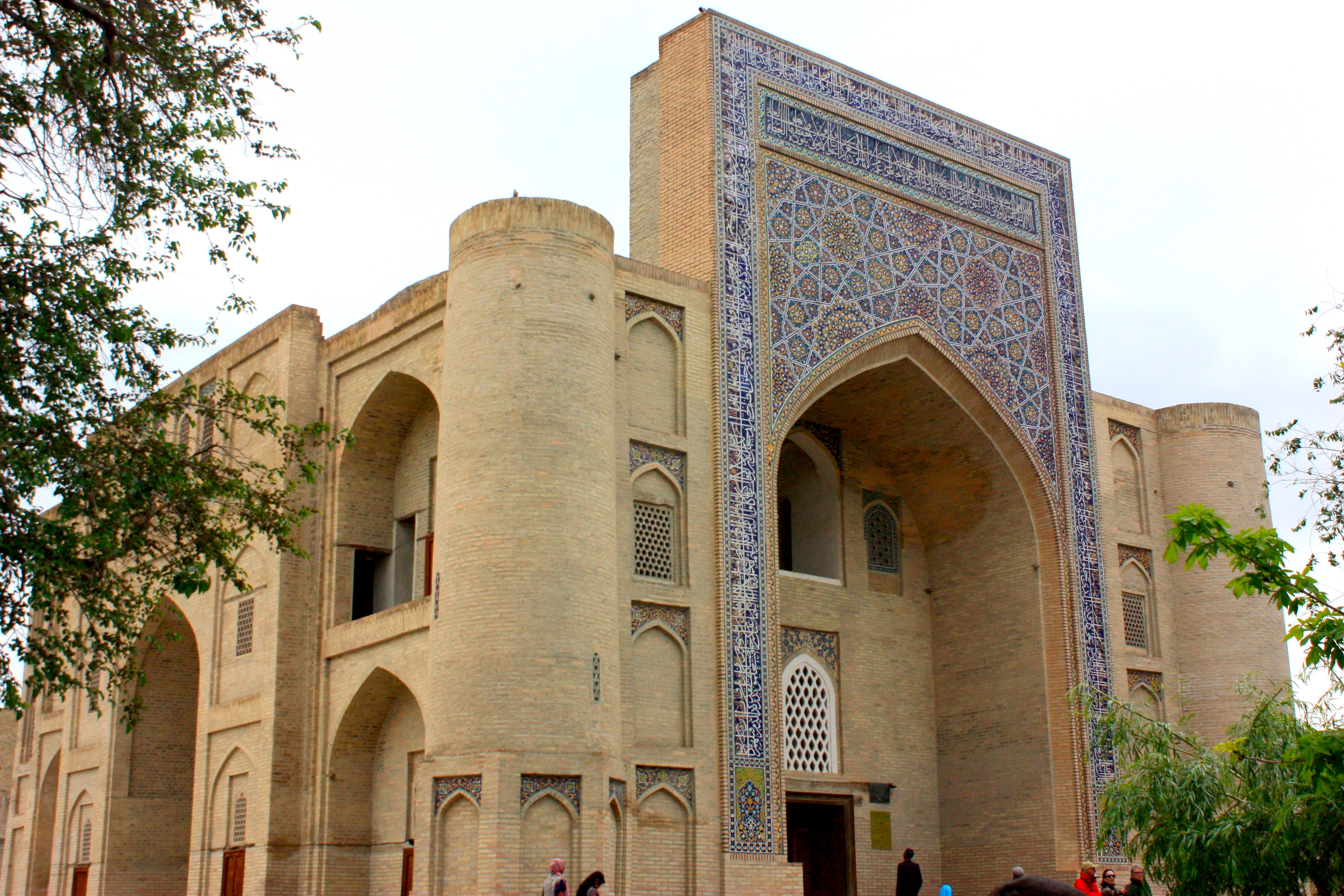
Chanaka Diwana Begiego
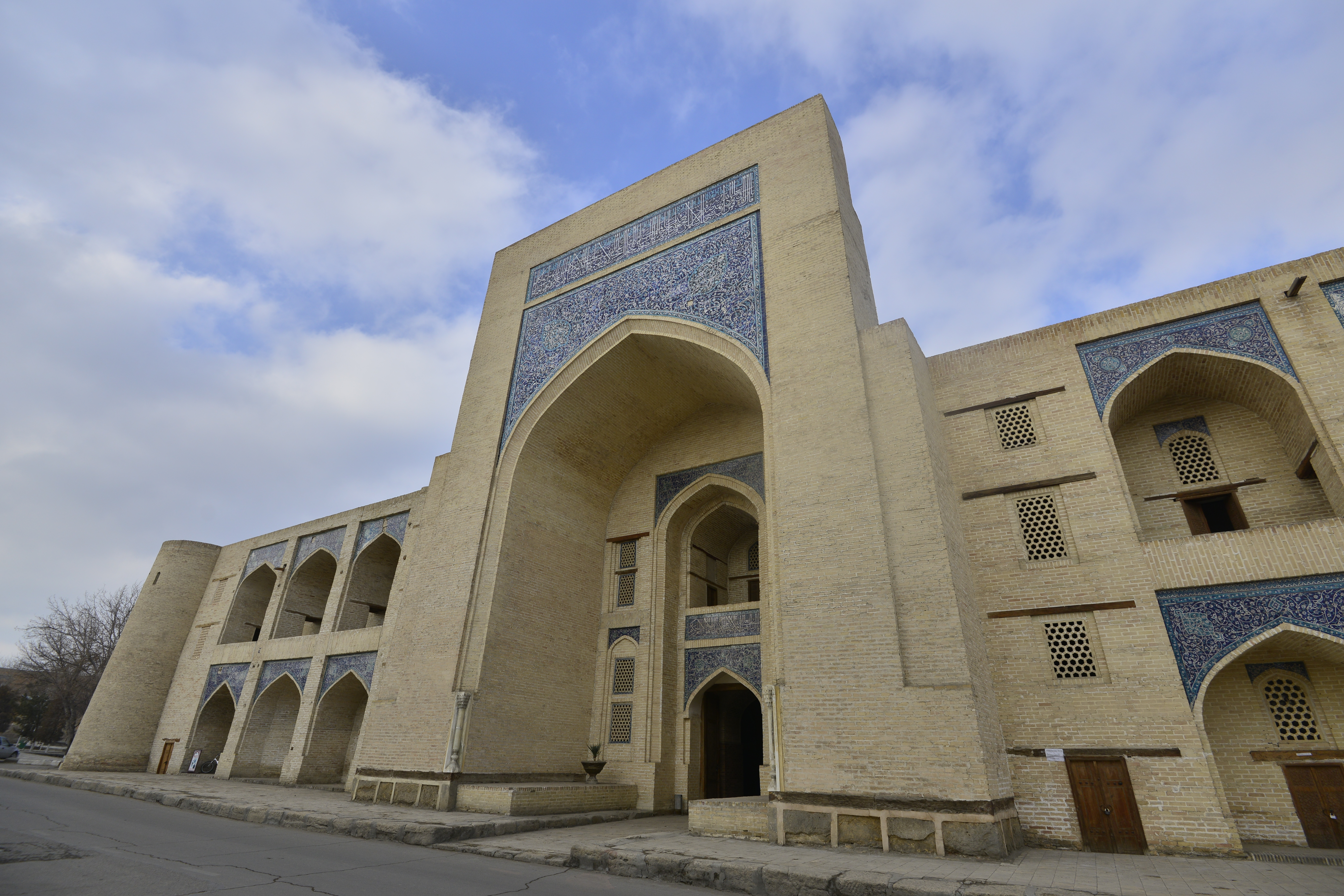
Medresa Kukaltasz